# Mission: Impossible – Dead Reckoning Part One
Mission: Impossible – Dead Reckoning Part One är en amerikansk action-äventyrsfilm från 2023. Filmen är regisserad av Christopher McQuarrie, som även har skrivit manus. Den är uppföljaren till Mission: Impossible – Fallout från 2018 och den sjunde filmen i Mission: Impossible-franchisen.
Filmen hade biopremiär i Sverige den 12 juli 2023, utgiven av Paramount Pictures.

## Rollista (i urval)
Källor: 
- Tom Cruise – Ethan Hunt
- Ving Rhames – Luther Stickell
- Simon Pegg – Benji Dunn
- Rebecca Ferguson – Ilsa Faust
- Vanessa Kirby – Alanna Mitsopolis / The White Widow
- Hayley Atwell – Grace
- Henry Czerny – Eugene Kittridge
- Frederick Schmidt – Zola Mitsopolis
- Esai Morales – Gabriel
- Pom Klementieff – Paris
- Shea Whigham – Jasper Briggs
- Greg Tarzan Davis – Degas

## Produktion
Inspelningen av filmen var planerad att börja den 20 februari 2020 i Venedig, men blev framflyttad på grund av Covid-19-utbrottet i Italien. Istället började inspelningen i september 2020 och pågick fram till september 2021.